# Vincy-Reuil-et-Magny
Vincy-Reuil-et-Magny é uma comuna francesa na região administrativa de Altos da França, no departamento de Aisne. Estende-se por uma área de 11,78 km². Em 2010 a comuna tinha 117 habitantes (densidade: 9,9 hab./km²).